# Вълците
„Вълците“ е български телевизионен игрален филм (късометражен, драма) от 1999 година по сценарий и режисура на Андрей Слабаков. Оператор е Рали Ралчев. Художник е Димо Костадинов. Музиката във филма е композирана от Стайко Стайков.

## Актьорски състав
| Роля    | Изпълнител      |
| ------- | --------------- |
| дядото  | Петър Слабаков  |
| черния  | Стефан Данаилов |
| русия   | Иван Ласкин     |
| момчето | Рене Шиндаров   |